# Family Research Council
Le Family Research Council (FRC) est une organisation non gouvernementale américaine chrétienne évangélique. Elle a pour but de « faire avancer d'un point de vue chrétien la cause de la foi, de la famille et de la liberté dans la politique publique et la culture. ». Le FRC promeut ses valeurs familiales en faisant du lobbying et en les défendant dans le domaine politique. 

## Histoire
Le FRC a été fondé aux États-Unis par James Dobson en 1981 comme une filiale de l'organisation Focus on the Family, fondée aussi par Dobson. En 1983, il est officiellement incorporé. En 1988, il devient à nouveau une filiale de Focus on the Family jusqu’en 1992, où il redevient une entité indépendante . Il est présidé depuis 2003 par le pasteur baptiste et politicien Tony Perkins.
Josh Duggar a été directeur exécutif de FRC Action, un comité d'action politique de lobbying parrainé par le Family Research Council, de juin 2013 à mai 2015. Il a quitté ce poste après la révélation qu'il avait agressé plusieurs filles mineures, dont une de moins de cinq ans, alors qu'il avait entre 14 et 15 ans.

## Positions
Le FRC s'oppose à l'accès à la pornographie, à la recherche sur les embryons humains, à l'avortement, au divorce et à certaines revendications LGBT (notamment en ce qui concerne le mariage de personnes de même sexe, et l'adoption par des lesbiennes, des homosexuels et des personnes transgenre, etc.) ,,.
Le FRC fait partie du Conseil consultatif du Project 2025, un ensemble de propositions politiques conservatrices de droite proposé par la Heritage Foundation visant à transformer le gouvernement fédéral des États-Unis et à consolider le pouvoir exécutif si le candidat du Parti républicain remportait l'élection présidentielle de 2024.

## Controverses
Dans un rapport de 2005, le Southern Poverty Law Center a placé l'organisation sur la liste des 12 groupes anti-gay les plus influents des États-Unis,. Se basant sur cette liste, le 15 août 2012, un homme armé d'un pistolet 9mm s'est introduit au siège du FRC, à Washington, dans l'intention de tuer le personnel.
Il tire et blesse un gardien de sécurité au bras. Aussitôt, le SPLC condamne cette attaque; le FRC et ses employés blâment quant à eux le SPLC pour cette attaque,.
En 2010, George Rekers (en), un militant anti-homosexuel, cofondateur du mouvement Family Research Council, a été surpris revenant d'un voyage de 10 jours en Europe avec un escort masculin qu'il a recruté sur Rentboy.com,.
Lors de la crise du Covid-19 en 2020, Tony Perkins, le président de Family Research Council, a minimisé l'importance de l’épidémie et affirmé que les media en alimentaient la peur afin d'attaquer le président Trump.